# 始皇七刻石
始皇七刻石（しこうしちこくせき）とは、秦の初代皇帝・始皇帝が権力誇示のために国内6ヶ所に建てた、秦及び始皇帝の徳を讃える7基の顕彰碑の総称。
始皇帝の側近であった李斯の筆と言われるが定かではない。秦の公式書体である篆書体で刻まれ、篆書体の数少ない書蹟として知られる。
『史記』秦始皇本紀にも詳細に記録されている碑群であるが、残存しているものは極めて少なく、泰山刻石碑と瑯琊台刻石碑の2基しか残されていない。(嶧山刻石碑と会稽刻石碑は模刻が残る。)

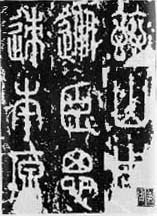
泰山刻石
（百六十五字本）

## 建碑の事情
『史記』秦始皇本紀によれば、始皇帝は紀元前221年の建国の翌年から10年間のうち4回にわたって国内巡幸を行い、この際に七刻石を建碑したという。
この時巡幸し、建碑したのは主に東方・南方の地域であった。この地域は秦にとっては征服地であり、そこに重点的に建碑したのは被征服民に秦の絶対的権力を見せつける目的があったと考えられている。
のち二世皇帝も同様に巡幸を行い、父の刻石に自分の顕彰文を付け加えている。

## 各刻石の現状
「七刻石」の名の通り7基存在したが、漢代から北宋代以降にかけて次々と失われ、現在は泰山刻石と瑯琊台刻石のみが残されている。拓本も模刻された石からのものばかりで、原石からのものはこの2つの刻石のもののみが伝わっている状態である。

### 嶧山刻石
紀元前219年の巡幸の際、鄒県（現在の山東省済寧市鄒城市）の嶧山（えきさん、「えき」は「澤」のへんを「山」に変えた字）に建てたもの。
七刻石の最初のもので、その知名度はかなり高く、そのために高官や皇帝などもたびたびこの碑の拓を求めるようになった。その結果、地元の官吏や農民が採拓にたびたび狩り出されて酷使されることとなり、耐えかねた村人が徒党を組んで碑を燃やしてしまう事態に見舞われる。原石はこの際に失われ、その後見かねた県令の手によって模刻され再建されたものの拓本が現在伝わるのみである。

### 泰山刻石
紀元前219年の巡幸の際、「霊山」として中国歴代王朝の皇帝に崇敬された泰山に建てたもの。現存する刻石の一つであるが、極めて保存状態が悪く、記録によれば北宋代の時点で既に始皇帝のことについて書かれた部分は剥げ落ち、二世皇帝の部分のみが残っている状態であったという。この当時はそれでも判読可能な文字が146字あり、判読不可のものも含めれば計222文字が確認出来たが、その後摩滅が著しく進み、明末には29字まで減少。さらに清代に入った乾隆5年（1740年）、火災に遭って行方不明となり、後に発見された時にはわずかに10字を残すのみとなってしまった。現在、原石は泰山の麓にある泰安博物館において厳重に保存されている。拓本としては十字本、二十九字本、五十三字本、百六十五字本の4つが伝わっている。

### 瑯琊台刻石
紀元前219年の巡幸の際、瑯琊（ろうや、現在の山東省青島市黄島区）に建てたもの。この時始皇帝は「瑯琊台（ろうやたい）」と呼ばれる人工の丘を作り、その下に建てたという。
現存する刻石の一つであるが、これも保存状態が悪く北宋代の時点で二世皇帝の部分のみが残っている状態であったという。清代に県令が原石を保護、廟を建てて保存していたが、光緒26年（1900年）に猛烈な雷雨のために海中に没し行方不明となった。のち民国10年-11年（1921年-1922年）頃に再び発見、現在は中国歴史博物館に保存されている。行の上下に線を切って文字が刻まれており、13行86字が残っているが、摩滅で石にひびが入って文字が涙を流したようになっている。拓本は原石から採ったものと、模刻したものから採ったものがある。

### 之罘刻石
紀元前218年の巡幸の際、之罘（しふう、現在の山東省煙台市芝罘区、「ふう」はあみがしら（罒）の下に「不」）に建てたもの。原石は北宋代既に14字を残すのみであったといい、その後失われ現存しない。拓本もほとんど存在せず実態は不明である。

### 之罘東観刻石
紀元前218年の巡幸の際、之罘に建てたもの。単に「東観刻石」とも。「之罘刻石」と同時に建てられたものである。原石はかなり早くに失われ、拓本など記録類もなくその実態は不明である。

### 碣石刻石
紀元前215年の巡幸の際、碣石（けっせき、現在の河北省秦皇島市昌黎県）に建てたもの。原石は漢代に海に没して失われたともいわれ、現存しない。拓本がいくつか存在するが偽作とされている。

### 会稽刻石
紀元前210年の巡幸の際、会稽（現在の浙江省紹興市）に建てたもの。七刻石の最後の刻石である。原石は記録によれば唐代までは現存した模様であるが、その後失われ残されていない。拓本は模刻されたものから採られたもののみが残る。

## 研究と評価
上述の通り始皇七刻石自体はかなり古くから知られていた。唐代には篆書による書道を再興させた書家である李陽冰が直に刻石から篆書を学んだことが伝えられているほか、北宋代の書蹟集にも収録されている。しかし、本格的な研究は清代の考証学発生後のこととなる。
同刻石は篆書の数少ない同時代資料であり、また篆書制定に関わった李斯が直筆で正式な書体によって書いていると見られるなど第一級資料であることから貴重視され、多くの研究が行われている。しかし上述した通り、既に清代の時点で残されているのが泰山刻石と瑯琊台刻石だけであった上、前者は字数が非常に少なく、後者は保存状態が劣悪であるために、書としては単独研究が難しく、「権量銘」など他の同時代資料や後漢代の篆書を中心とした字書『説文解字』などを参考にしながら研究を行うしかないのが現状である。
なお泰山刻石の拓本は上述の通り4種が伝わるが、五十三字本、百六十五字本については模刻した刻石から取ったものとする説があり、結論を見ていない。